# Osto Ostilio
Osto Ostilio (Hostus Hostilius), conosciuto anche come Ostio (fl. VIII secolo a.C.) è un personaggio semileggendario della prima storia di Roma, membro dell'antica gens Hostilia.

## Storia
Secondo lo storico Tito Livio fu compagno del primo re di Roma Romolo e nonno del futuro re Tullo Ostilio; sarebbe inoltre stato sposo di una delle Sabine rapite nel famoso ratto delle sabine, la bella Ersilia, e suo sarebbe stato il primo bambino nato da tali unioni.
Secondo il racconto di Livio, Osto Ostilio sarebbe stato ucciso durante la guerra contro i Sabini seguita al ratto: mentre i Romani si difendevano da un attacco sabino sul Campidoglio, Osto Ostilio ingaggiò un duello con il comandante sabino Mettio Curzio, che lo sconfisse ed uccise. Romolo, desideroso di vendicarsi dell'amico, fece una sortita e inseguì Mettio Curzio, che non avendo altro scampo, si impantanò con il cavallo in una palude. L'episodio è una delle spiegazioni storico-mitiche sull'origine del Lacus Curtius nel Foro Romano.
Il personaggio sarebbe legato anche ad un altro luogo del Foro, il Lapis niger, e il tratto di pavimentazione in pietra scura ne segnerebbe infatti la tomba (in alternativa attribuita allo stesso Romolo ovvero al pastore Faustolo che l'aveva allevato).
Secondo alcuni studiosi questa figura sarebbe stata creata da Livio stesso per attribuire al re Tullo Ostilio ed alla sua gens origini illustri. Giova tuttavia precisare che lo storico attinse ad antichissime tradizioni del popolo romano tramandate oralmente, o riportate da fonti scritte a noi sconosciute o andate perdute, e pertanto la reale esistenza di Osto Ostilio, così come il suo rapporto di ascendenza nei confronti del re Tullo Ostilio non possono essere ritenuti realtà storica, ma neppure esclusi a priori.